# 拉吉
拉吉（義大利語：Laghi），是意大利威尼托大区维琴察省的一个市镇。总面积22.22平方公里，人口128人，人口密度5.8人/平方公里（2009年）。国家统计（ISTAT）代码为024049。